# Pstree

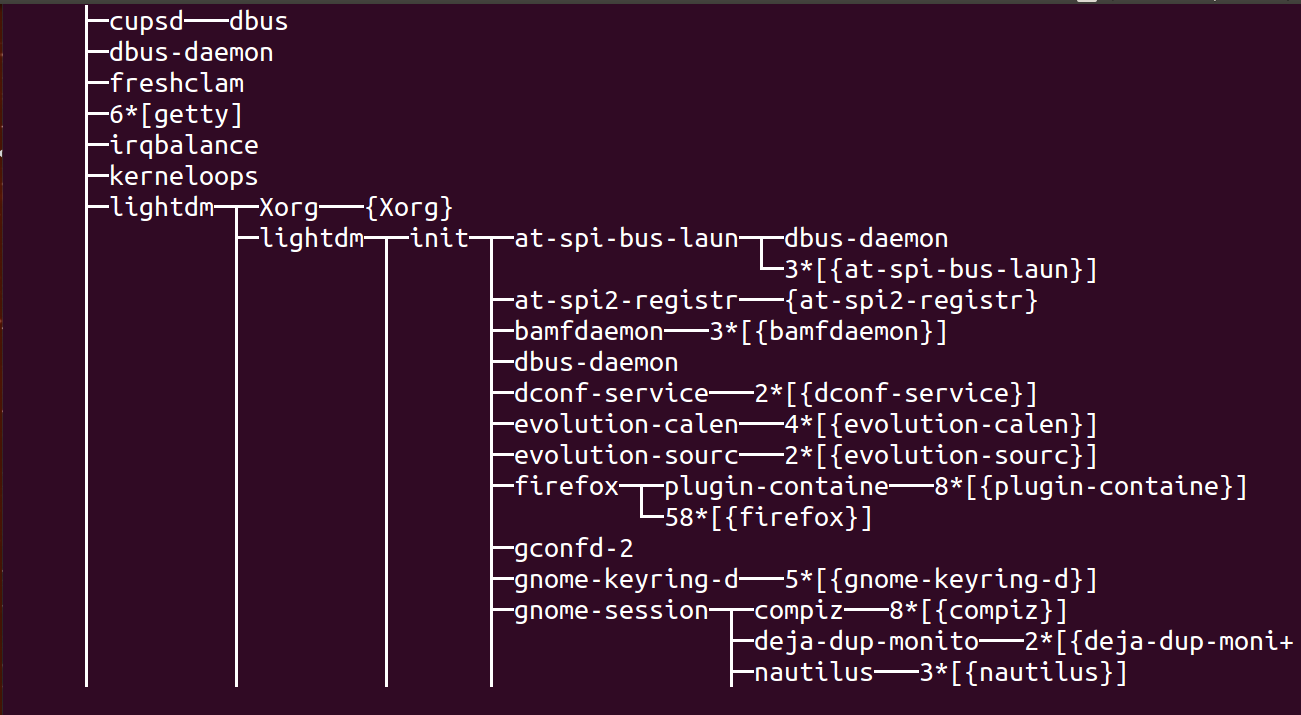
O comando pstree em um Ubuntu 14.04

pstree é um comando Unix e unix-like que mostra os processos ativos em forma de árvore. É usado como uma alternativa mais visual para o comando ps. A raiz da árvore é o processo init ou o processo com o pid fornecido. Cada processo é mostrado com um identificador de processo.
Em sistemas BSD, uma saída similar é criada usando o comando ps com a opção "-d".

## Exemplos
pstree pid
```
usuario@host ~$ 
pstree
 
1066

rsyslogd─┬─{in:imjournal}

         └─{rs:main Q:Reg}

```

pstree username
```
usuario@host ~# 
pstree
 
username

dbus-daemon───{dbus-daemon}

dbus-launch

bash───firefox─┬─6*[{Analysis Helper}]

               ├─{BgHangManager}

               ├─{Cache2 I/O}

               ├─{Compositor}

               ├─{GMPThread}

               ├─{Gecko_IOThread}

               ├─{Hang Monitor}

               ├─{ImageBridgeChil}

               ├─{ImageIO}

               ├─{JS Watchdog}

               ├─{Link Monitor}

               ├─{Socket Thread}

               ├─{SoftwareVsyncTh}

               ├─{StreamTrans #1}

               ├─{Timer}

               └─{gmain}

```